# Yousef Al Otaiba
Yousef Al Otaiba (Emirados Árabes Unidos, 19 de janeiro de 1974) é o embaixador e Ministro de Estado dos Emirados Árabes Unidos. Em 2020, apareceu na lista de 100 pessoas mais influentes do ano pela Time.